# Апостол

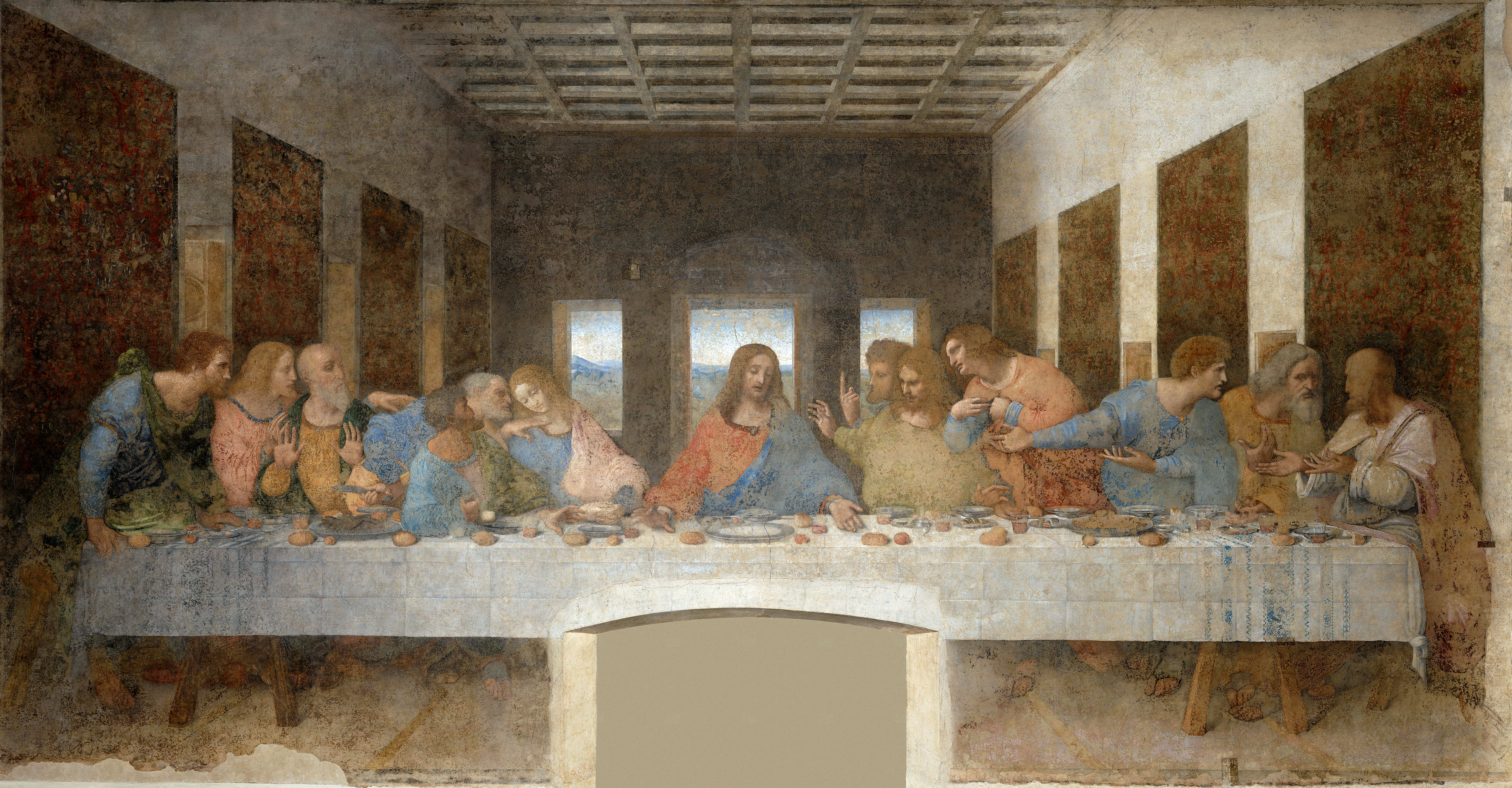
Тайна вечеря, фреска кінця 1490-х років Леонардо да Вінчі, є зображенням останньої вечері Ісуса та його дванадцяти апостолів напередодні його розп’яття. Санта Марія делле Ґраціє, Мілан

Апо́стол (грец. απόστολος, (койне) означає «посланий», «посланник», «посланець») — у Новому Заповіті звання дванадцяти найближчих послідовників, учнів Ісуса Христа. У ранньому християнстві термін позначав бродячих проповідників християнства.
У Новому Завіті є два основні значення терміна «апостол». У найширшому, загальному розумінні, будь-яка людина, котра може бути посланою Богом через Церкву з певним завданням, незалежно від того, керуватиме вона чи ні (порівняйте Фил. 2:25), може підпадати під визначення терміна «апостол». Це широке значення походить від взаємозв'язку між іменником «апостол» та дієслова грецької мови «посилати».
Проте в Новому Завіті слово «апостол» вживається як правило у вузькому конкретному значенні — коли йдеться лише про вибрану групу учнів Христа.
Слово, яке зазвичай перекладається як «апостол» (та його варіанти, вираженні іменниками та дієсловами), зустрічається 80 разів у грецькому Новому Завіті. Не менше, ніж у 73 з цих випадків, воно має спеціалізоване та обмежене значення слова.

## Інші апостоли та Євангелісти
Апостол Павло, він же Савл (Саул, Шауль) – покликаний після Вознесіння Ісуса, не входив до складу Дванадцяти, але є одним з найшанованіших апостолів у християнстві, поряд із апостолом від 12-ти Петром називається Першоверховним. Хоча Павло іноді брав участь у засіданнях колегії «Апостолів і старших в Єрусалимі», і мав ті ж права, як і інші апостоли, ніколи не був зарахований до «Дванадцяти», хоча й названий апостолом у власних посланнях (напр. Гал. 1:1).
Не всі Євангелісти були апостолами від 12-ти:
- Ле́вій Матві́й (Левій, Матей, митар, Євангеліст Матвій, Митник) – ап. від 12-ти
- Марк або Марко́ – помічник ап. Петра і Павла, можливо, що він є апостолом від 70-ти на ім'я Марк-Іоанн
- Лука – апостол від 70-ти, супутник ап. Павла
- Іоа́нн (Іван) Богосло́в  – ап. від 12-ти, улюблений учень Христа.

## Дії апостолів
Книга Дії апостолів (Глави 1-5) повідомляє, що після зіслання Святого Духа в день П'ятидесятниці апостоли почали швидко організувати роботу з євангелізації та розбудови внутрішньої структури християнської громади в Єрусалимі і Юдеї. На місце зрадника Юди Іскаріота був обраний долею Маттій і в тому складі група з 12 апостолів стала на чолі християнської общини.
Приблизно в той же час, воскреслий Ісус Христос особисто вибрав як свого апостола Савла з Тарсу, який відтепер буде називатися апостол Павло. 
Християнська громада в апостольські часи управлялася колективно групою апостолів, регулюючи всі організаційні та доктрині питання. Апостоли (наприклад, Павло) або призначені ними особи (наприклад, Тимофій, Тит) призначали єпископів та пресвітерів в окремих громадах.
Після смерті ап. Якова через переслідування з боку царя Агріпи (44 р. н.e.) приєднався до групи апостолів, «старші Єрусалиму», у тому числі Яків Праведний (двоюрідний брат Христа), за участю якого було вирішено не обрізати навернених у християнство язичників, однак наказати їм «стримуватися від ідольських жертов та крови» (Дії 15). З часом апостоли покинули Єрусалим і направилися в різні краї з місіонерською діяльністю.
Більшість апостолів прийняли мученицьку смерть, за винятком ап. Іоа́нна (Івана) Богослова, наймолодшого з 12 апостолів, що помер близько 100 року власною смертю в Ефесі. У другому столітті слово «апостол» більше не асоціювалось з Управлінням церквою.

## Апостоли із 70-ти

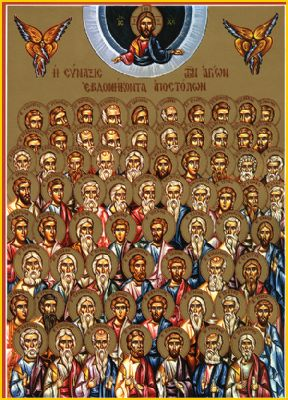
Ікона «Собор сімдесяти апостолів»

Церковне передання виділяє також Собор святих сімдесяти апостолів Христових (або від 72), до числа яких входять учні Христа та учні його учнів: 
| призначив Господь і інших Сімдесят, і послав їх по двох перед Себе до кожного міста та місця, куди Сам мав іти.Лк. 10:1 |
Більшість імен апостолів від сімдесяти відсутні в Новому Завіті і відомі через Святе Передання. Виняток становлять імена перших семи дияконів, обраних дванадцятьма апостолами (Дії 6:1-6), і імена апостолів від сімдесяти, зазначені в апостольських посланнях. Проте ніде вони прямо не називаються апостолами.
Список сімдесяти апостолів, що приводиться у православному місяцеслові, був складений у V-VI століттях і малодостовірний. До сімдесяти апостолів переказ також відносить євангелістів Марка (Марк-Іоанн) та Луку, Якова Праведного (двоюрідного брата Христа), а також до лику «сімдесяти апостолів» були зараховані багато інших, навернених пізніше за їхню велику місіонерську працю (в основному, учні апостола Павла).